# Apparently Unaffected
Apparently Unaffected è un album in studio (il terzo di brani originali) della cantante norvegese Maria Mena, pubblicato nel 2005.

## Tracce
1. Internal Dialogue – 2:53
2. This Bottle of Wine – 2:32
3. Miss You Love – 3:09
4. Boytoy Baby – 2:51
5. If You'll Stay in My Past (Part 1) – 1:09
6. He's Hurting Me (feat. Gunnhild Sundli) – 2:20
7. Just Hold Me – 4:24
8. Long Time Coming – 2:45
9. If You'll Stay in My Past (Part 2) – 1:18
10. Nevermind Me – 3:55
11. These Shoes – 1:54
12. Our Battles – 3:33
13. Calm Under the Waves – 3:22
14. If You'll Stay in My Past (Part 3) – 1:00